# Displasia fibromuscolare
La displasia fibromuscolare è una malattia delle grosse e medie arterie.

## Epidemiologia
Colpisce più frequentemente le donne nel terzo decennio di vita.

## Eziologia
Non è su base aterosclerotica né infiammatoria.

## Anatomia patologica
Coinvolge la tonaca intima, la tonaca media e la tonaca avventizia. Esistono diversi tipi, in base alla tonaca coinvolta: il più comune è la fibrodisplasia della media (65-80% dei casi), che differisce radiograficamente per stenosi tubulari e margini irregolari del vaso. Coinvolge più frequentemente le arterie renali bilateralmente (65%).

### Localizzazione
Più comunemente interessa le arterie renali, la carotide interna, le vertebrali, le succlavie e le arterie mesenterica superiore e mesenterica inferiore.

### Complicanze
La displasia fibromuscolare può causare lesioni tromboembolizzanti a partire da piccoli aneurismi o dissezioni spontanee.

## Clinica

### Segni e sintomi
I pazienti presentano ipertensione non controllabile farmacologicamente. Raramente, l'insufficienza renale, o lo scompenso, può essere il problema primitivo.

### Esami di laboratorio e strumentali
La diagnosi viene formulata grazie a tecniche di imaging biomedico, come la tomografia computerizzata o la risonanza magnetica.

## Trattamento
Il trattamento è di angioplastica con palloncino in sede di stenosi.